# Animagique
Animagique was een liveshow die werd opgevoerd in het Animagique Theater in het Walt Disney Studios Park in Disneyland Paris. De show ging van start op 16 maart 2002 tegelijkertijd met de opening van het tweede park van het resort. Op 31 januari 2016 werd de laatste uitvoering van de show gegeven, daarna stopte de show definitief, op 2 juli 2016 werd Animagique vervangen door de nieuwe show Mickey and the Magician.

## Verhaal
De show begint met Mickey Mouse en Donald Duck die op een schildersezel de mooiste tekeningen proberen te maken, Mickey heeft een sleutel bij zich die van een kluis is, Donald wil proberen de sleutel van hem af te pakken, maar steeds probeert Mickey hem tijdens het tekenen in de gaten te houden, totdat Mickey uitgeput wegloopt. Dan pakt Donald stiekem de sleutel en maakt hij de deur van de kluis open.
In de kluis komt Donald pijlen tegen die hem de weg wezen waar hij naartoe moet. Uiteindelijk komt hij in een kamer waar zich filmrollen bevinden; het zijn filmrollen van bekende Disneyklassiekers. Hierdoor komen er diverse personages tevoorschijn, zoals de roze olifanten uit Dombo, Baloe en Koning Louie uit Jungle Boek, Sebastiaan uit De kleine zeemeermin en personages uit De Leeuwenkoning.
Na hun uitvoeringen keert Donald weer terug naar de studio's. Aan het einde van de uitvoering komt Mickey terug van zijn rustuurtje en hij ziet dat iemand de deur van de kluis heeft geopend. Donald komt dan uit de kluis en vertelt Mickey over de dingen die hij daar heeft gezien, maar Mickey gelooft hem niet, totdat Baloe, Koning Louie en Rafiki de kluis uit komen. Mickey, Donald en de rest van de groep zingen voor het publiek een afscheidslied.

## Trivia
- Mickey Mouse en Sebastiaan waren de enige personages die tijdens de uitvoering Frans spreken, de rest van de personages spraken tijdens de uitvoering Engels.
- De poppen van Jonge Simba, Jonge Nala en Zazu zijn een geschenk uit Walt Disney World. Deze poppen werden in Disney World gebruikt voor de show The Legend of the Lion King.
- De show draaide tweemaal per uur en duurde twintig minuten.

Disneyland Paris · Lijst van attracties in Walt Disney Studios Park · afbeeldingen